# Formica occulta
Formica occulta é uma espécie de formiga do gênero Formica, pertencente à subfamília Formicinae.